# Rhomphaea pignalitoensis
Rhomphaea pignalitoensis là một loài nhện trong họ Theridiidae.
Loài này thuộc chi Rhomphaea. Rhomphaea pignalitoensis được miêu tả năm 1996 bởi José Valentín Herrera González & Carmen.